# Rúben Gomes
Rúben Gomes (29 de setembro de 1977) é um actor português, muito conhecido devido aos seus populares papéis na televisão portuguesa.

## Biografia
Participou na série Morangos com Açúcar, na TVI. No ano seguinte (2006), interpretou Miguel Borges, na novela Doce Fugitiva, também da TVI.
Em 2008, muda-se para a RTP1, onde interpreta Pedro Marques Vila, na nova versão da novela Vila Faia. No mesmo ano, e ainda na RTP1, interpretou o advogado Francisco Lemos, na série Liberdade 21, da RTP1. 
Em 2009, retornou à TVI, onde deu vida ao vilão Xavier Teixeira de Sá, na novela Deixa Que Te Leve. 
Em 2010/2011, deu vida ao maquiavélico Nuno, na produção Laços de Sangue e em 2014 desempenhou o papel de Daniel Lopes na telenovela Mar Salgado. Seguiram-se as participações nas novelas Coração D´Ouro, Amor Maior e Paixão, todas para a SIC.
Em 2018 regressa à ficção da TVI, para protagonizar a novela Valor da Vida, com a personagem Artur Bastos Moreira.

## Televisão
| Ano       | Projeto                        | Personagem            | Notas                 | Canal |
| --------- | ------------------------------ | --------------------- | --------------------- | ----- |
| 2005/2006 | Morangos com Açúcar            | Diogo Castro          | Elenco Principal      | TVI   |
| 2006/2007 | Doce Fugitiva                  | Miguel Borges         | Elenco Principal      | TVI   |
| 2007/2008 | Vila Faia                      | Pedro Marques Vila    | Elenco Principal      | RTP1  |
| 2008      | Liberdade 21                   | Francisco Lemos       | Elenco Principal      | RTP1  |
| 2009      | Deixa que Te Leve              | Xavier Teixeira de Sá | Antagonista           | TVI   |
| 2010/2011 | Laços de Sangue                | Nuno Magalhães        | Participação Especial | SIC   |
| 2011      | Pai à força (3ª Temporada)     | Pedro Melo            | Elenco Adicional      | RTP1  |
| 2012/2013 | Doida por Ti                   | José Manuel Carneiro  | Elenco Adicional      | TVI   |
| 2014      | O Beijo do Escorpião           | Nelson                | Elenco Adicional      | TVI   |
| 2014      | Sol de Inverno                 | Bruno Machado         | Elenco Adicional      | SIC   |
| 2014/2015 | Mar Salgado                    | Daniel Lopes          | Elenco Principal      | SIC   |
| 2015/2016 | Coração d'Ouro                 | Tiago                 | Elenco Adicional      | SIC   |
| 2016/2017 | Amor Maior                     | Sebastião Araújo      | Elenco Principal      | SIC   |
| 2017/2018 | Paixão                         | Guilherme             | Participação Especial | SIC   |
| 2018/2019 | Valor da Vida                  | Artur Bastos Moreira  | Protagonista          | TVI   |
| 2020      | Golpe de Sorte (4.ª temporada) | Pedro Albuquerque     | Elenco Principal      | SIC   |
| 2021      | A Serra                        | Vasco Botelho         | Participação Especial | SIC   |

## Teatro
- Vidas Íntimas de Noël Coward, encenação de Jorge Silva Melo, tradução de Miguel Esteves Cardoso Digressão por 15 teatros, 2019/2020,
- O Grande Dia da Batalha variações sobre o "Albergue nocturno" de Maximo Gorki e Jorge Silva Melo, encenação de Jorge Silva Melo, Teatro Nacional D.Maria II, 2018,
- O Rio de Jez Butterworth, encenação de Jorge Silva Melo, Artistas Unidos, 2016
- Doce Pássaro da Juventude de Tennessee Williams, encenação de Jorge Silva Melo, Artistas Unidos, 2015
- Gata Em Telhado de Zinco Quente de Tennessee Williams, encenação de Jorge Silva Melo, Artistas Unidos, 2014-15
- O Regresso a casa, de Harold Pinter,Encenação de Jorge Silva Melo, Teatro Nacional D.Maria II, 2014,O regresso a casa
- Violência - O Fetiche do Homem Bom, de Cláudia Lucas Chéu, Teatro Nacional D.Maria II, 2013,violencia-fetiche-do-homem-bom
- O Campeão do mundo ocidental, de J.M. Synge, Encenação Jorge Silva Melo, Artistas Unidos, 2013,No Teatro Nacional D.Maria II de 16 de Maio a 9 de Junho de 2013 o-campeao-do-mundo-ocidental-de-john-millington-synge
- A Estalajadeira, de Carlo Goldoni, Encenação Jorge Silva Melo, Artistas Unidos, 2013,No Teatro Nacional S. João de 15 de Fevereiro a 3 de Março de 2013
- Feliz Aniversário, de Harold Pinter, Encenação Jorge Silva Melo, Artistas Unidos, 2012,
- A morte de Danton, de Georg Büchner, Encenação Jorge Silva Melo, Artistas Unidos, 2012,
- Dias de Vinho e Rosas, de Owen McCafferty, Encenação Jorge Silva Melo, Artistas Unidos, 2012, Dias de Vinho e Rosas - Artistas Unidos
- Um Homem Falido, de David Lescot, Encenação de António Simão (com apoio de Jorge Silva Melo), Artistas Unidos, 2011, http://www.artistasunidos.pt/um_homem_falido.html, Video Estreia - Um Homem Falido de David Lescot
- Três Autores Catalães em Lisboa (Barcelona Mapa de Sombras de Lluïsa Cunillé), Direcção de António Simão (com apoio de Américo Silva) ,Artistas Unidos, Teatro Nacional D.Maria II, 2011,
- Sangue Jovem (Ungt Blod, 1993), de Peter Asmussen, Coordenação de Virgílio Castelo, Teatro Nacional D.Maria II, 2010, http://www.portugalontour.com/fotos/noticias/Temporada_2010-2011_TNDM_II.pdf
- Nova Ordem Mundial, , de Harold Pinter, Encenação de Jorge Silva Melo, Artistas Unidos, 2010
- O Mundo Submerso, , de Gary Owen, Encenação de Pedro Marques, Teatro Mínimo, 2010
- Duelo, Encenação de Philippe Leroux, Teatro Mínimo, 2009
- Amor das Três Laranjas, de Carlos Wallenstein, Encenação de João Mota, Teatro Ibérico, 2005

## Cinema
- O Teu Sapato, curta-metragem de João Seiça
- Daiquiris de Morango, curta-metragem de Miguel Simal
- Procuro na Noite, curta-metragem de Carlos Barros
- Ainda não acabámos-Como se fosse uma carta, Documentário de Jorge Silva Melo
- Salgueiro Maia - O Implicado, Longa-metragem de Sérgio Graciano